# Ali M'Madi
Ali M'Madi (* 21. dubna 1990 Marseille, Francie) je francouzsko-komorský fotbalista a reprezentant Komor, který působí v klubu Grenoble Foot 38. Hraje na kraji zálohy nebo na pozici útočníka.

## Klubová kariéra
- RC Lens (mládež)
- Evian Thonon Gaillard FC 2009–2014
- →  Gazélec Ajaccio (hostování) 2013–2014
- Gazélec Ajaccio 2014–2015
- Grenoble Foot 38 2015–

## Reprezentační kariéra
V A-mužstvu Komor debutoval 9. října 2010 v kvalifikačním utkání proti reprezentaci Mosambiku (prohra 0:1).